# Salvenach
Salvenach är en ort i kommunen Murten i kantonen Fribourg i Schweiz. Salvenach var tidigare en egen kommun, men den 1 januari 2016 inkorporerades kommunen i Murten.